# Дада Маравилья
Дарио Жозе дус Сантос (порт. Dario José dos Santos; 4 марта 1946, Рио-де-Жанейро), более известный как Дада́ Марави́лья (порт. Dadá Maravilha) — бразильский футболист, нападающий. Игрок сборной Бразилии. Чемпион мира 1970 года. В 926 матчах забил 549 мячей (в том числе 211 голов в 254 матчах за «Атлетико Минейро», второй результат в истории клуба). Рекордсмен по числу голов, забитых за один матч чемпионата Бразилии: в 1976 году Дада забил 10 мячей во встрече с «Санто-Амаро». Двукратный чемпион Бразилии. Знаменит своей скоростью — пробегал 100 метров за 9,9 секунды.

## Биография
Дарио, как и большинство бразильцев, родился в бедной семье в пригороде Рио-де-Жанейро, Марешал Эрмес. Его отец, Жуан Жозе дос Сантос, работал электриком, а мать, Метрополитана Баррос, была домохозяйкой. В 1951 году в семье случилось несчастье: мать погибла в пожаре, а Дарио, вместе с братьями Марио и Анонио Жорже попали в детский дом.
Играть он начал в 1965 году в скромной молодёжной команде клуба «Кампу-Гранди», где юного спортсмена приметил большой клуб — «Атлетико Минейро», который в 1968 году подписал с ним контракт. Уже через год мастерство и класс юного Дарио стали настолько очевидны, что Эмилиу Гаррастазу, президент страны, попросил тренера сборной Марио Загалло, чтобы Дарио присоединился к национальной команде.
Хотя большую часть чемпионата мира 1970 Дарио провёл на скамейке запасных, он все же стал чемпионом мира. Возвратившсь на родину в лучах славы, Дарио в 1971 году помог Атлетико выиграть чемпионат Бразилии.
В 1973 году Дарио перешёл в другой великий бразильский клуб — «Фламенго».
В 1976 году, выступая за «Спорт Ресифи», Дарио выиграл чемпионат Пернамбукано. А затем перешёл в «Интернасьонал». Сделка с покупкой Дарио была одной из самых крупных в истории бразильского футбола, но в отличие от звезд того «Интера», Фалькао, Фигероа, Пауло Сезар Лима и Валдомиро, Дарио осуждался, как игрок, тормозящий игру, но хорошее расположение тренера и, главное, доверие, сделало своё дело — Дарио стал одним из главных бомбардиров клуба, больше всех забив в чемпионате 1976 года, включая первый финальный матч.
Следующий сезон у Дарио не получился — он заболел пневмонией и большую часть сезона лечился. Он вернулся в «Атлетико Минейро», но без особого успеха, и его карьера пошла на спад, Дарио играл в командах намного ниже классом, чем раньше, пока не закончил карьеру в клубе Comercial Esporte Clube штата Сан-Паулу.
В течение всей своей карьеры за талант Дарио к забиванию мячей и любовь и уважение к поклонникам, он получил множество прозвищ — «Dario Peito-de-aço» (Железная грудь Дарио), «Rei Dadá» (Король Дада) and «Dadá Beija-Flor» (Дада Колибри), последнее — видимо за великолепный толчок, который позволял Дарио буквально зависать в воздухе. Талант Дарио к метким и чётким словам и определениям снискал любовь к нему журналистов, и до сих пор некоторые его фразы используются бразильскими комментаторами и поклонниками.

## Достижения
- Чемпион мира по футболу (2): 1970
- Чемпион Бразилии (2): 1971, 1976
- Победитель чемпионата штата Минас-Жерайс — 1970, 1978
- Победитель чемпионата штата Пернамбуку — 1975 (Спорт Ресифи)
- Победитель чемпионата штата Риу-Гранди-ду-Сул — 1976 (Интернасьонал)
- Победитель чемпионата штата Баия — 1981, 1983
- Лучший бомбардир чемпионата Бразилии — 1971 (15), 1972 (17), 1976 (16)